# Maksymów (województwo świętokrzyskie)
Maksymów – wieś sołecka w Polsce położona w województwie świętokrzyskim, w powiecie opatowskim, w gminie Tarłów.
Obecne tereny wsi Maksymów w pierwszej połowie XIX wieku były pokryte lasem. Stąd też wiadomo, że folwark Stary Maksym, bo tak brzmiała pierwotna nazwa wsi, musiał powstać w drugiej połowie XIX wieku i w tym okresie włączono go do gminy Julianów. 
Jak podaje Słownik Geograficzny Królestwa Polskiego i innych krajów słowiańskich z 1880 roku, folwark Stary Maksym znajdował się w gminie Julianów, w powiecie opatowskim, parafii Słupia Nadbrzeżna i posiadał 1 dom, zamieszkiwany przez 8 mieszkańców, znajdował się 37 wiorst od Opatowa oraz zajmował 1199 mórg.

Kurjer Warszawski R. 74, z 24 czerwca 1894 roku, nr 172 podawał:
Na folwarku Stary Maksym, w pow. opatowskim, zgorzały wszystkie zabudowania gospodarskie, dom mieszkalny oraz inwentarz żywy i martwy. Straty znaczno; przyczyna pożaru niewiadoma.
W 1895 roku we wsi były już 3 domy drewniane i 2 kamienne oraz 20 mieszkańców (9 mężczyzn i 11 kobiet). 
Na przełomie XIX i XX wieku ziemia dworska została rozparcelowana i powstała osada o nazwie Maksymów Kolonia, która ostatecznie przekształciła się w Maksymów.
W latach 1975–1998 miejscowość administracyjnie należała do województwa tarnobrzeskiego.
Według spisu powszechnego z roku 1921 w kolonii Maksymów (gmina Julianów) było 24 domy 137 mieszkańców
Wg Oficjalnego spisu gmin i wsi dla Generalnego Gubernatorstwa na podstawie zbiorczego spisu ludności z dnia 1 marca 1943 r.: Wyd. Urząd Statystyczny Generalnego Gubernatorstwa - we wsi mieszkały 134 osoby